# Quốc vương Thái Lan
Chế độ quân chủ Thái Lan (với vua được gọi là Quốc vương Thái Lan, vua Thái hoặc vua Xiêm tiếng Thái: พระมหากษัตริย์ไทย trong một số giai đoạn lịch sử) đề cập đến chế độ quân chủ lập hiến và ngôi vua của Vương quốc Thái Lan (trước đây là Xiêm). Vua Thái Lan là nguyên thủ quốc gia và là người đứng đầu của Hoàng gia Thái Lan (hiện tại là vương triều Chakri).
Tuy vương triều Chakri hiện nay được thành lập vào năm 1782, chế độ quân chủ ở Thái Lan theo truyền thống được xem là bắt nguồn từ việc thành lập Vương quốc Sukhothai vào năm 1238, với sự gián đoạn một thời gian ngắn từ sau cái chết của Vua Ekkathat đến khi Taksin lên ngôi ở thế kỉ XVIII. Chế độ quân chủ Thái Lan chuyển thành chế độ quân chủ lập hiến vào năm 1932 sau Cách mạng Xiêm năm 1932. Nơi cư ngụ chính thức của vua Thái là Đại cung điện ở Bangkok, tuy nhiên, quốc vương tiền nhiệm, Bhumibol Adulyadej, đã dành phần lớn thời gian của mình tại Cung điện Chitralada, hoặc Cung điện Klai Kangwon (tiếng Thái: วังไกลกังวล) ("Cung điện xa lo lắng") tại thành phố nghỉ mát bãi biển Hua Hin.
Danh hiệu của vua Thái bao gồm Nguyên thủ quốc gia, Thống soái Lực lượng Vũ trang Hoàng gia, người bảo hộ Phật giáo và người đứng đầu các tôn giáo.

## Lịch sử

### Gốc
Khái niệm Thái Lan hiện đại đã được phát triển qua 800 năm quân chủ chuyên chế. Vị vua đầu tiên của một Vương quốc Thái Lan thống nhất là người sáng lập ra Vương triều Sukhothai vào năm 1238, vua Sri Indraditya. Ý tưởng về ngôi vị quân chủ đầu tiên này được cho là dựa trên hai khái niệm có nguồn gốc từ tín ngưỡng Ấn giáo pha trộn với Theravada Phật giáo. Khái niệm đầu tiên dựa trên trật tự đẳng cấp Vệ đà, với nhà vua là người lãnh đạo giai cấp chiến binh, thuộc đẳng cấp "Sát-đế-lỵ" (Kshatriya, tiếng Thái: กษัตริย์), trong đó nhà vua có được quyền lực của mình từ sức mạnh quân sự. Khái niệm hứ hai là dựa trên khái niệm của Phật giáo Nguyên thủy là "Dhammaraja" (Pháp vương, tiếng Thái: ธรรมราชา), vốn được Phật giáo giới thiệu đến Thái Lan vào khoảng thế kỷ thứ VI. Khái niệm này hướng đến việc nhà vua nên cai trị dân của mình theo Pháp và giáo lý của Đức Phật.
Những ý tưởng này được thay thế vào năm 1279, khi vua Ramkhamhaeng lên ngôi. Ramkhamhaeng rời bỏ truyền thống và tạo ra một khái niệm về "quy tắc của người cha" (tiếng Thái: พ่อปกครองลูก) Trong đó vua cai trị dân tộc mình như một người cha sẽ điều khiển con mình. Ý tưởng này được củng cố trong tiêu đề và tên của nhà vua, như ông vẫn được biết đến ngày nay, Pho Khun Ramkhamhaeng (tiếng Thái: พ่อขุนรามคำแหง) Có nghĩa là "Cha Ramkhamhaeng". Điều này kéo dài trong một thời gian ngắn. Vào cuối vương quốc, hai khái niệm cũ trở lại được tượng trưng bởi sự thay đổi theo phong cách của các vị vua: "Pho" đã được đổi thành "Phaya" hoặc Chúa.

### Vua của Ayutthaya
Vương quốc Sukhothai đã bị Vương triều Ayutthaya thay thế, được vua Ramathibodhi I thành lập vào năm 1351. Trong thời kỳ Ayutthayan, ý niệm về sự thay đổi vị vua. Do truyền thống Khmer cổ đại trong khu vực, khái niệm Hindu về vị vua đã được áp dụng vào tình trạng của nhà lãnh đạo. Những người Bà la môn phụ trách việc đăng quang hoàng gia. Nhà vua được đối xử như một hóa thân của các vị thần Thiên Chúa. Tài liệu lịch sử của Ayutthaya cho thấy danh hiệu chính thức của các vị vua với nhiều biến thể: Indra, Shiva và Vishnu, hoặc Rama. Dường như, Rama là người nổi tiếng nhất, như trong "Ramathibodhi". Tuy nhiên, ảnh hưởng Phật giáo cũng rõ ràng, như nhiều lần tiêu đề của nhà vua và "không chính thức" tên "Dhammaraja", một chữ viết tắt của Phật Dharmaraja. Hai khái niệm cũ đã được thiết lập lại, với khái niệm thứ ba, cũ hơn đang nắm giữ. Khái niệm này được gọi là "Devaraja" (tiếng Thái: เทวราชา) (Hay "vua chúa thần"), vốn là một ý tưởng mà đế quốc Khmer đã vay mượn từ các vương quốc Hindu-Phật giáo Java, đặc biệt là ý tưởng về một tầng lớp học giả dựa trên những người Bà la môn Hindu. Khái niệm này tập trung vào ý tưởng rằng vua là một hóa thân của vị thần Vishnu và ông là một vị Bồ tát, do đó dựa trên sức mạnh tôn giáo, sức mạnh tinh thần của mình, và sự tinh khiết của máu ông.
Nhà vua, được miêu tả bởi các lợi ích của nhà nước như một nhân vật bán thần thánh, sau đó trở thành - thông qua việc thực hiện văn hóa cứng nhắc - một đối tượng thờ phượng và tôn kính người dân của mình. Từ đó về chế độ quân chủ đã bị gỡ bỏ khỏi dân chúng và tiếp tục dưới một hệ thống quy tắc tuyệt đối. Sống trong các cung điện được thiết kế sau núi Meru ("nhà của các vị thần" trong Hindu giáo), các vị vua đã biến mình thành "Chakravartin", nơi vua trở thành chúa tể tuyệt đối và phổ quát của vương quốc của ông ta. Kings yêu cầu rằng vũ trụ được hình dung như giải quyết xung quanh họ, và thể hiện sức mạnh của họ thông qua các nghi lễ và lễ nghi phức tạp. Trong bốn thế kỷ, các vị vua trị vì Ayutthaya, chủ trì một thời kỳ tăng trưởng văn hoá, kinh tế và quân sự lớn nhất trong lịch sử Thái Lan. Sakdina và Rachasap
Các vua của Ayutthaya đã tạo ra nhiều thể chế ủng hộ quy tắc của họ, tương tự như các quy định hiện tại của triều đình George V "rực rỡ" (rd 1314-1346), nhưng được chỉnh sửa để phù hợp với các "vòng tròn quyền lực" của Mueangmandala ở Đông Nam Á. " Chủ nghĩa cá nhân phát triển trong thời trung cổ châu Âu, vua Ayutthayan Trailokanat thành lập Sakdina,(ศักดินา "Điện trường")
Nhưng thường được dịch là "dấu hiệu phẩm giá." Điều này được so sánh với tên của hai vương quốc xa hơn về phía bắc: Lanna "Triệu lĩnh vực" và Sip Sông Phan Na "Mười hai nghìn Lĩnh vực". "Rachasap" (ราชาศัพท์ Ngôn ngữ Hoàng gia) Được yêu cầu bởi các nghi thức của tòa án như là một sổ đăng ký tôn vinh bao gồm một từ vựng đặc biệt được sử dụng riêng cho việc giải quyết các vị vua, hoặc nói về tiền bản quyền.

### Cơ quan hoàng gia
Nhà vua là người quản lý chính, là thượng nghị sĩ, và là thẩm phán, với tất cả các luật, lệnh, phán quyết và hình phạt về mặt lý thuyết có nguồn gốc từ người đó. Chủ quyền của nhà vua được phản ánh trong các danh hiệu "Chúa của đất đai" (พระเจ้าแผ่นดิน Phra Chao Phaen Din) Và "Chúa của cuộc sống" (เจ้าชีวิต (Chao Chiwit) Quyền hạn của nhà vua và danh hiệu đã được các nhà quan sát nước ngoài nhìn thấy như là bằng chứng cho thấy nhà vua là một hoàng đế tuyệt đối theo nghĩa Âu châu. Tuy nhiên, trong truyền thống Xiêm, bổn phận và trách nhiệm của nhà vua được phát hiện từ các lý thuyết cổ xưa của Ấn Độ về uy quyền của hoàng gia, giống với Quy chế Tuyệt vời Tuyệt vời, mặc dù sự nhấn mạnh không phải là dựa trên lý trí, mà là về Pháp. Điều này đã bị gián đoạn vào năm 1767, khi Thái tiêu hóa các pháp Dhammasāt (ธรรมศาสตร์) Đã bị mất khi quân đội Miến Điện dưới triều đại Alaungpaya xâm chiếm, sa thải và đốt cháy thành phố Ayutthaya.

### Vương quốc được phục hồi
Một cuộc nội chiến kết thúc bởi cuộc nội chiến đã kết thúc khi vua Taksin khôi phục lại quyền thống trị dưới cái gọi là Vương quốc Thonburi.

### Vua Chakri

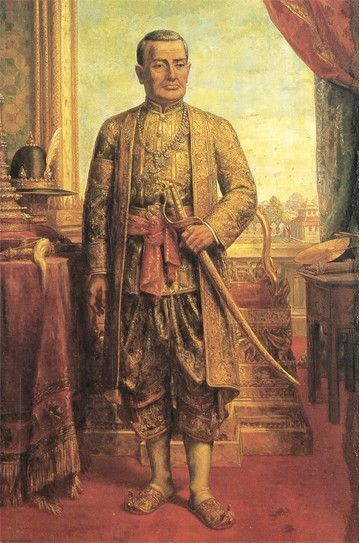
Vua Buddha Yodfa Chulaloke Rama I (Vua Thái Lan) người sáng lập ra triều đại Chakri

Năm 1782, vua Yodfa Chulaloke lên ngôi và di chuyển thủ đô từ phía Thonburi sang phía Bangkok của sông Chao Phraya. Ở đó ông thành lập Nhà Chakri, triều đại cầm quyền hiện tại của Thái Lan (Triều đại đầu tiên sau này được đặt tên là Rama I trong danh sách các vị vua Rama của Thái Lan). Ông cũng thành lập Văn phòng Tổ phụ Tối cao là người đứng đầu Tăng đoàn, trật tự của các nhà sư Phật giáo.
Trong thời Rattanakosin, các vị vua Chakri đã cố gắng tiếp tục các khái niệm về vị vua Ayutthayan một lần nữa nhấn mạnh mối liên hệ giữa chủ quyền và các chủ thể của ông ta. Mặt khác, họ vẫn tiếp tục không từ bỏ quyền hạn của ngôi. Vua của Đức Phật Loetla Nabhalai (Rama II) và Nangklao (Rama III) tạo ra hình dáng của một chính quyền hiện đại bằng cách tạo ra một hội đồng tối cao và bổ nhiệm các quan chức chính phủ để giúp đỡ hoạt động của chính phủ.
Mongkut (Rama IV) đánh dấu một bước đột phá quan trọng trong truyền thống khi ông trải qua 27 năm đầu tiên của cuộc đời trưởng thành của mình như một nhà sư Phật giáo, trong thời gian đó ông đã thành thạo tiếng Anh, trước khi lên ngôi. Là vua, ông tiếp tục bổ nhiệm các quan chức vào hội đồng tối cao của ông, đáng chú ý nhất là Somdet Chao Phraya Prayurawongse và Si Suriyawongse, cả hai đều làm Bộ trưởng cho vua Mongkut (và người sau này, kể từ cái chết của vua vào năm 1868 đến năm 1873.)
Chulalongkorn (Rama V) lên ngôi khi lên 15 tuổi vào năm 1868 và là vua của Xiêm La vào ngày 16 tháng 11 năm 1873. Là một hoàng tử, ông được dạy dỗ trong các truyền thống phương Tây bởi cô giáo Anna Leonowens. Có ý định cải tổ chế độ quân chủ dọc theo phương Tây, trong thời đại thiểu số của mình, ông đã đi du lịch rộng rãi để quan sát các phương pháp hành chính phương Tây. Ông đã biến đổi chế độ quân chủ dọc theo phương Tây của một "bậc giác ngộ". Ông đã bãi bỏ các hoạt động biểu tình ở phía trước của vua, và bãi bỏ nhiều đạo luật liên quan đến mối quan hệ giữa hoàng gia và người dân của ông, trong khi vẫn tiếp tục nhiều khía cạnh cổ xưa và các nghi lễ của vương quyền cũ. Năm 1874, ông lập ra một hội đồng tư nhân được sao chép từ truyền thống châu Âu, để giúp ông thống trị Vương quốc của ông. Trong suốt thời trị vì, Xiêm La bị áp lực phải từ bỏ quyền kiểm soát các chi lưu cũ của Lào và miền bắc Malaya cho các cường quốc phương Tây, chính Xiêm đã tránh khỏi bị thuộc địa hóa. Năm 1905, 37 năm sau lễ đăng quang, Chulalongkorn chấm dứt chế độ nô lệ với Đạo luật bãi bỏ chế độ nô lệ. Trong 1867 nô lệ chiếm một phần ba dân số Xiêm.
Con trai của ông, Vajiravudh (Rama VI), lên ngôi vào năm 1910 và tiếp tục sự nhiệt tình của cha ông để cải cách đưa chế độ quân chủ vào thế kỷ 20. Việc Vajiravudh xác định rõ rằng hành động quy định về luật hoàng gia invo, ban đầu do cha ông ban hành năm 1907, không phù hợp với các luật chiến tranh hiện đại, cũng không thuận tiện cho việc bảo tồn Về an ninh của nhà nước, vì vậy nó đã được sửa đổi thành một hình thức hiện đại hơn, với những sửa đổi nhỏ, tiếp tục có hiệu lực thông qua các thay đổi trong chính phủ.